# Philocasca rivularis
Philocasca rivularis là một loài Trichoptera trong họ Limnephilidae. Chúng phân bố ở miền Tân bắc.